# Arrêt Salduz
L’Arrêt Salduz, est une décision rendue par la cour européenne des droits de l'homme le 27 novembre 2008, condamnant la Turquie, principalement pour ne pas avoir accordé un avocat à un mineur lors d'une garde à vue. Cette décision peut être comparée à Miranda v. Arizona qui a abouti à la création des droits Miranda.

## L'arrêt
Le 27 novembre 2008, la Turquie est condamnée par la cour européenne des droits de l'homme pour le fait de ne pas avoir permis à Yusuf Salduz, un mineur de 17 ans soupçonné d'appartenance au PKK, d'être assisté par un avocat lors de son audition réalisée durant sa garde à vue. La cour indique "le prévenu peut bénéficier de l'assistance d'un avocat dès les premiers stades des interrogatoires de police". Dans un deuxième arrêt rendu le 13 décembre 2009, elle précise "l'équité d'une procédure pénale requiert d'une manière générale que le suspect jouisse de la possibilité de se faire assister par un avocat dès le moment de son placement en garde à vue ou en détention provisoire".

## Les conséquences

### Belgique
Pour se mettre en conformité avec cette jurisprudence, une nouvelle loi surnommée loi Salduz a été votée.

### Détails
1. ↑  Les langues officielles du Conseil de l'Europe sont le français et l'anglais mais en raison de son importance, l'arrêt a fait l'objet d'une publication linguistique étendue : (ka + sr + sq + ru + hy + uk + ro + el + en + fr + pl + mk + tk + it + bg + az).
 Source : « Fiche détaillée », AFFAIRE SALDUZ c. TURQUIE, sur hudoc (recueil de jurisprudence officiel de la Cedh) (consulté le 17 décembre 2015).
2. ↑  Solution détaillée :
R1 : « La Cour réaffirme par ailleurs que, quoique non absolu, le droit de tout accusé à être effectivement défendu par un avocat, au besoin commis d’office, figure parmi les éléments fondamentaux du procès équitable. » (§ 51) « L’article 6 exige normalement que le prévenu puisse bénéficier de l’assistance d’un avocat dès les premiers stades des interrogatoires de police. Ce droit, que la Convention n’énonce pas expressément, peut toutefois être soumis à des restrictions pour des raisons valables. » (§ 52) 
R2 : « La chambre a estimé, à la lumière de sa jurisprudence bien établie en la matière, que la non-communication au requérant, devant la Cour de cassation, des conclusions écrites du procureur général avait enfreint le droit de l’intéressé à une procédure contradictoire. » (§ 65)